# Biologie des geckos
Pour un article plus général, voir Gekkota.

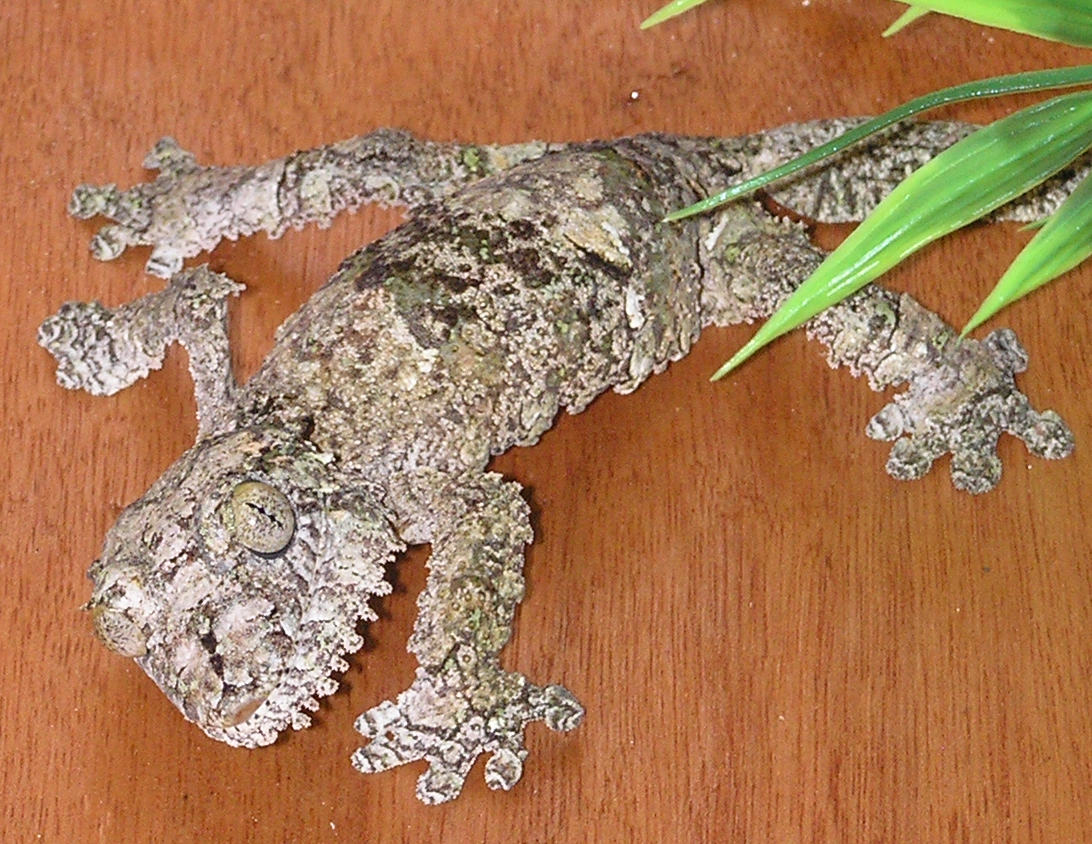
Un Uroplatus, gecko de Madagascar.

Les geckos sont des reptiles, et plus précisément des squamates. Ils font partie du groupe d'animaux que l'on appelle « lézards » dans le langage courant.
En tant que famille de reptiles, ils sont très adaptables, et l'on rencontre ces animaux dans de très nombreux pays, tels que ceux des zones équatoriales, tropicales et tempérées, aussi bien dans des déserts, bush, forêts humides, zones montagneuses…
Certaines espèces étant d'un élevage facile et très colorées, on rencontre certains de ces animaux dans les élevages de terrariophiles, ce qui explique qu'ils soient relativement connus du public.

## Généralités
Les geckos, comme tous les reptiles, sont poïkilothermes, c'est-à-dire que leur température corporelle varie en fonction des conditions extérieures.

Cela ne veut pas dire que ces animaux tolèrent n'importe quelle température. Ils ont une température corporelle préférentielle, où leur organisme fonctionne au mieux. En dessous d'une température minimale, certaines fonctions biologiques sont perturbées, comme la digestion ou les défenses immunitaires, et en dessous d'une température critique ils meurent. Symétriquement, au-delà d'une température maximale, leur organisme s'emballe et ils finissent également par mourir.
Ils vont ainsi adopter un comportement visant à maintenir leur température dans une plage adéquate, en s'exposant au soleil ou au contraire en s'en protégeant.

Ces températures préférentielles, minimales et maximales, varient énormément selon les espèces. Les geckos vivant dans les déserts peuvent supporter des températures supérieures à 35 °C, alors que ceux habitant des régions plus tempérées supporteront difficilement des températures supérieures à 30 °C. De la même façon les températures minimales supportées peuvent varier de 20 °C pour les plus élevées à quelques degrés au-dessus de zéro pour les plus basses.
Dans les régions soumises à des hivers, les geckos peuvent avoir une période de repos, où leur activité est fortement réduite, et parfois même entrer en hibernation pour les climats les plus rudes.

## Morphologie

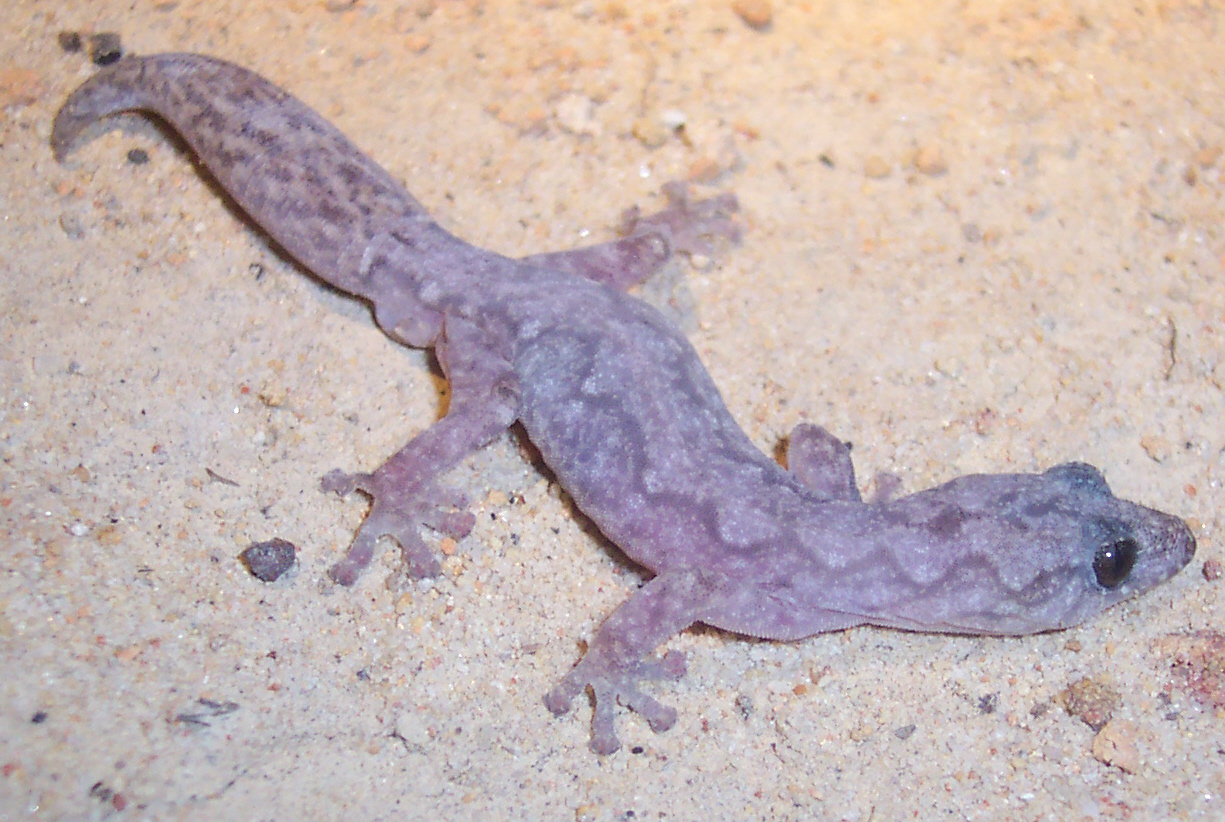
Aspect « classique » d'un gecko (ici un Oedura lesueurii).

Les geckos, comme (quasiment) tous les lézards, sont des quadrupèdes. Ils possèdent un corps allongé, avec une tête assez grosse par rapport au volume du corps. La jonction entre le corps et la tête est quasi absente. Tous les geckos sont pourvus d'une queue dont la morphologie est très variable selon les espèces : plus ou moins longue, fine ou épaisse, aplatie, avec des écailles fines ou apparente. La quasi-totalité des geckos sont capables d'autotomie, perte volontaire de la queue afin d'échapper à un prédateur. La queue repousse ensuite, mais généralement avec un aspect et des caractéristiques dégradées, et cette faculté diminue avec l'âge et le nombre de repousses. De plus, chez certaines espèces, la queue sert de réserve de graisse (genre des Eublepharis par exemple) ce qui peut être fatal en période de disette.

Le dessous du corps est en général clair, avec des écailles traversant tout le ventre latéralement, comme chez les serpents.

Les pattes sont très latérales, ancrées sur le bas du corps. La partie haute remonte le long du corps, puis redescend et se termine par des pattes dotées de cinq doigts. Ceux-ci peuvent être de forme très variées en fonction du milieu de vie : très larges (arboricoles en général), très fines, allongées, parfois palmées (marche sur le sable). Les doigts sont généralement dotés de griffes rétractiles.

## La peau

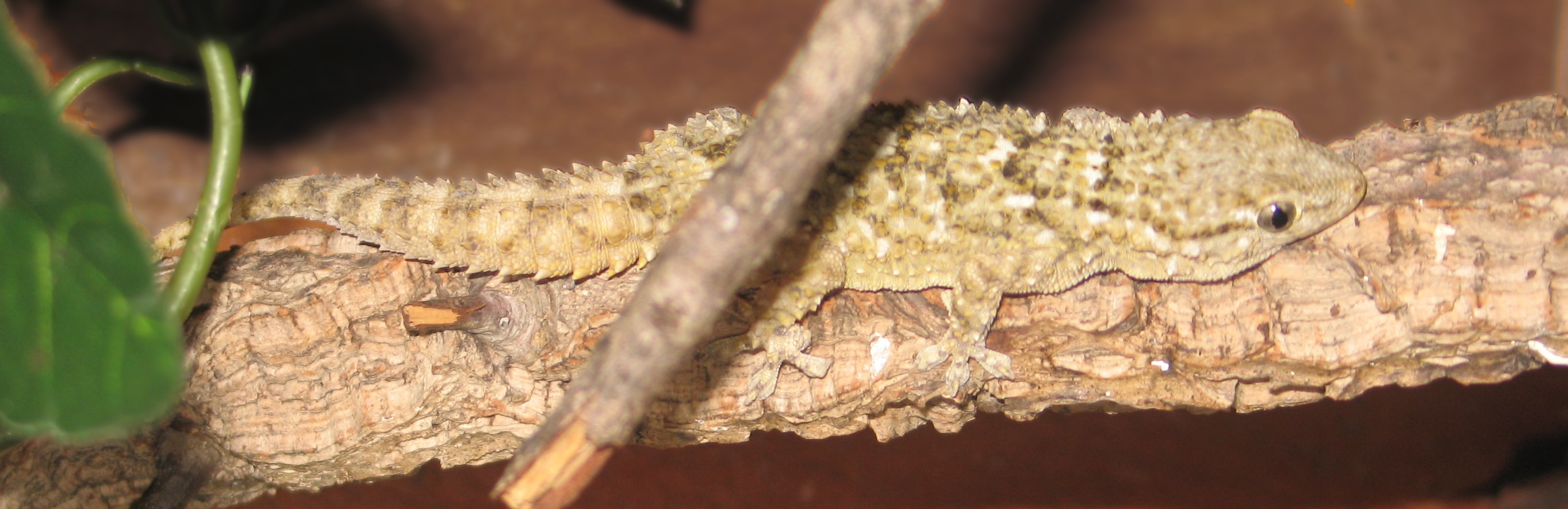
Écailles formant des piquants, surtout visibles sur la queue et le cou (espèce Tarentola mauritanica).

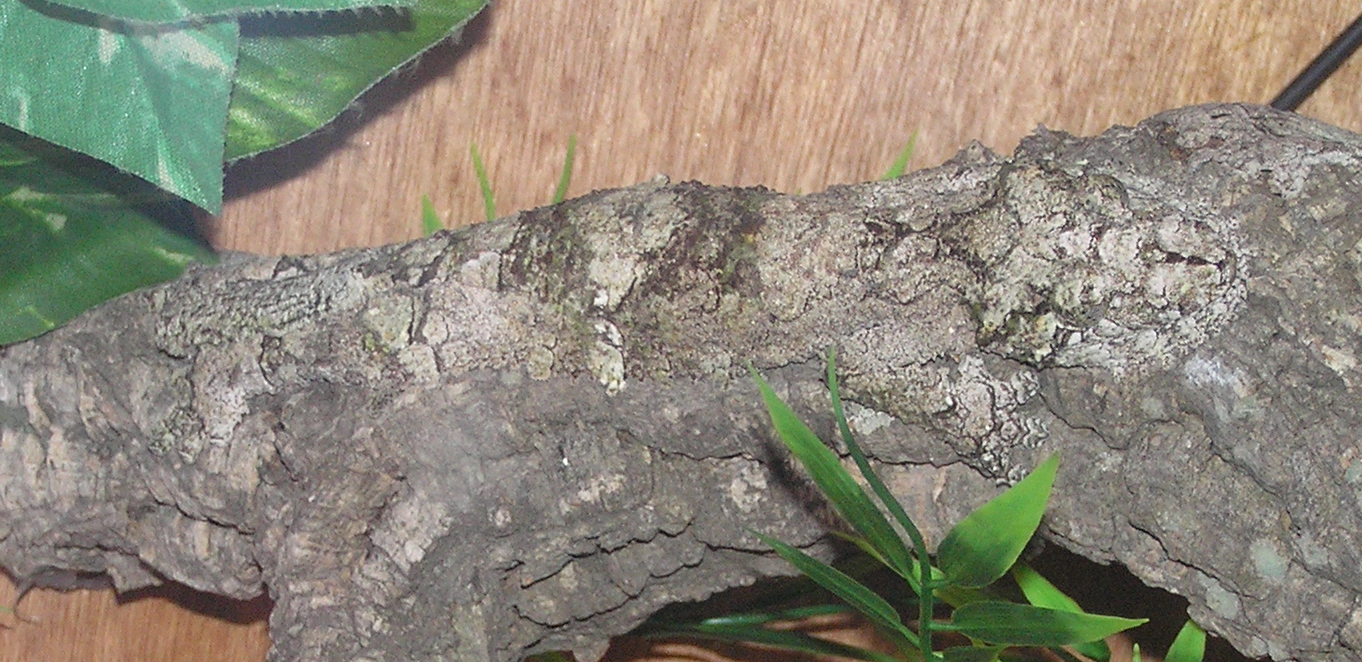
Apparence d'écorce chez un Uroplatus sikorae.

Comme pour les autres lézards, la peau des geckos est couverte d'écailles. Selon les espèces, les écailles peuvent être fines et plates, quasiment invisibles, avec un aspect satiné, ou assez grandes et épaisses, voire former de petites bosses ou piquants. Elles n'atteignent cependant pas la variété de forme présente chez d'autres lézards comme certains caméléons, agames ou autres iguanes.
La peau des geckos peut prendre de très nombreuses couleurs, et certaines espèces en présentent de très vives et très contrastées comme chez les Phelsuma. On rencontre ainsi du blanc, du beige, toutes les teintes de brun, vert, bleu, jaune, noir, orange.

Les motifs formés par ces couleurs sont également variés. On rencontre ainsi des rayures, points, taches, lignes et dégradés.

Certaines espèces sont capables de camouflage, adaptant les teintes et motifs de leur environnement. Les plus spectaculaires en ce domaine sont sans doute les Uroplatus dont les couleurs, motifs et la forme elle-même imitent les feuilles (Uroplatus phantasticus), le lichen (Uroplatus sikorae), les écorces…
La plupart des geckos peuvent devenir plus ou moins foncés en fonction de leurs besoins en chaleur (mécanisme permettant d'absorber plus ou moins de chaleur).

### La mue

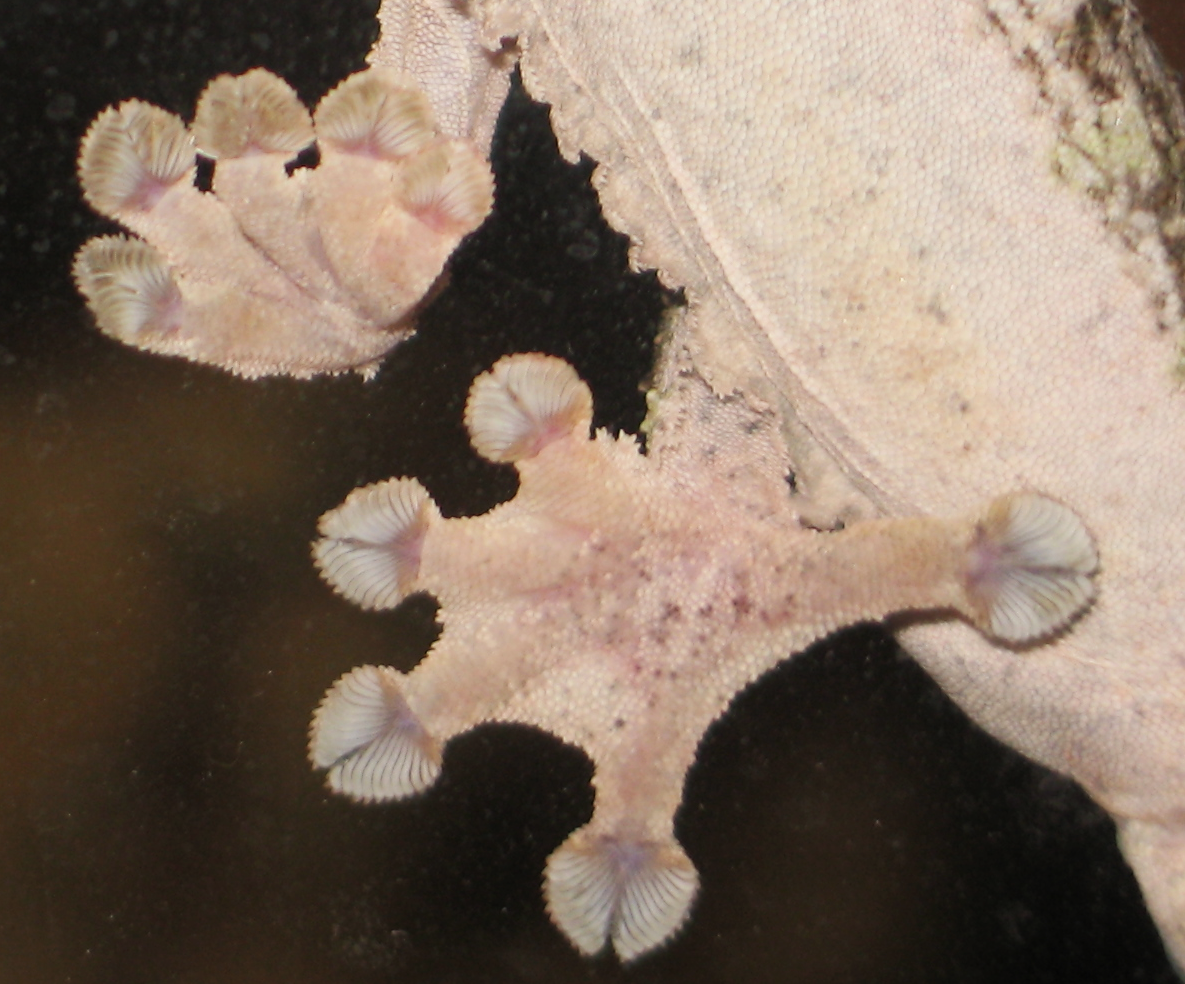
Setæ d'un Uroplatus escaladant une vitre.

La mue est un phénomène de renouvellement de la peau de l'animal, celle-ci ne grandissant pas en même temps que lui.

Les geckos grandissent tout au long de leur vie, même si cette croissance ralentit une fois adultes. À intervalles réguliers, la peau devient trop petite et se décolle du corps. La durée de la mue est variable en fonction de l'âge, de l'espèce, de l'état de santé et des conditions externes. La mue complète peut prendre de un ou deux jours à plus d'une semaine. La peau se détache par grands lambeaux, en général d'abord au niveau de la tête et du corps, puis de la queue et des pattes. L'écaille transparente de protection des yeux mue également, ce qui peut occasionner une baisse de l'acuité visuelle durant la mue.

Certaines espèces consomment la peau au fur et à mesure. Les hypothèses quant à la cause de ce comportement sont la récupération de nutriments présents dans la peau, ou encore une technique d'accélération de la mue.
Plusieurs problèmes peuvent apparaître durant la mue. Pour les espèces vivant en milieu humide, une hygrométrie trop faible perturbe le décollement de la peau, allongeant la durée totale de la mue. Cet allongement se produit également lorsque l'animal est en mauvaise santé ou n'a pas assez chaud, à cause du ralentissement du renouvellement de la nouvelle peau.

Les problèmes de mues ne sont pas généralement graves en eux-mêmes mais ils perturbent la vie de l'animal, en gênant sa vue ou ses mouvements, et pour les espèces arboricoles en réduisant l'efficacité des setæ et donc en limitant leur capacité d'escalade.

### Les setæ
Une grande majorité des espèces de geckos est arboricole. Ils possèdent sous les doigts des setæ qui leur permettent d'escalader n'importe quelle surface (y compris des vitres ou marcher la tête en bas). Ce sont de microscopiques poils qui leur offrent une adhérence très grande grâce aux forces de Van der Waals qui s'exercent entre l'extrémité de ces poils et les objets, au niveau moléculaire.
Les setæ sont regroupées en lamelles adhésives, structures subdigitales et lamellaires.

## Organes sensoriels et système nerveux

### La vue

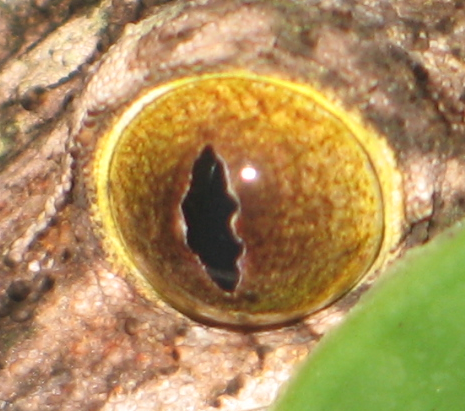
Œil d'un gecko nocturne.

Les geckos sont dotés d'une bonne vue et ils perçoivent les couleurs. Leur œil peut prendre deux formes selon les espèces :
- une pupille ronde, adaptée à la vision diurne ;
- une pupille fendue verticalement, comme chez les chats par exemple, pour les espèces nocturnes.

L'œil est quasiment dépourvu de blanc, et la couleur de l'iris est très variable selon les espèces : gris, marron, orange, doré, rosé. L'iris présente souvent des motifs, sous forme de stries ou lignes fines plus sombres.
Comme les serpents, les geckos vrais sont dépourvus de paupières et possèdent une écaille transparente qui protège l'œil. Ceci n'est pas le cas des animaux de la famille des Eublepharidae qui, contrairement aux autres sous-familles, possèdent des paupières.

### L'ouïe
Les geckos sont dotés d'une excellente ouïe. Ils perçoivent des fréquences sonores sur une gamme très étendue (à préciser).

### L'odorat
Comme les autres lézards, les geckos peuvent sentir les odeurs grâce à un organe spécifique : l'organe de Jackobson.

Ils recueillent les molécules odorantes sur leur langue (ils donnent alors l'impression de « lécher » l'air) et les posent en contact avec cet organe qui joue alors le même rôle que l'odorat chez les mammifères.
Au contraire de la plupart des lézards, la langue des geckos n'est pas bifide (langue « fourchue » des serpents et lézards) mais charnue, généralement rose plus ou moins foncé.

### Le toucher
Le sens du toucher est relativement peu développé chez les geckos. Ils ont une bonne sensibilité au niveau de la bouche et de la langue, mais le reste du corps est peu sensible.

Ils sont de plus conditionnés par leur environnement et ne savent parfois pas identifier des stimuli inhabituels. C'est par exemple le cas de la chaleur qui ne provient que rarement du sol dans la nature. Certains geckos se sont ainsi brûlés sur la face ventrale en se posant sur un objet brûlant, sans avoir le réflexe de se déplacer.

## Autres organes

### Le système reproductif

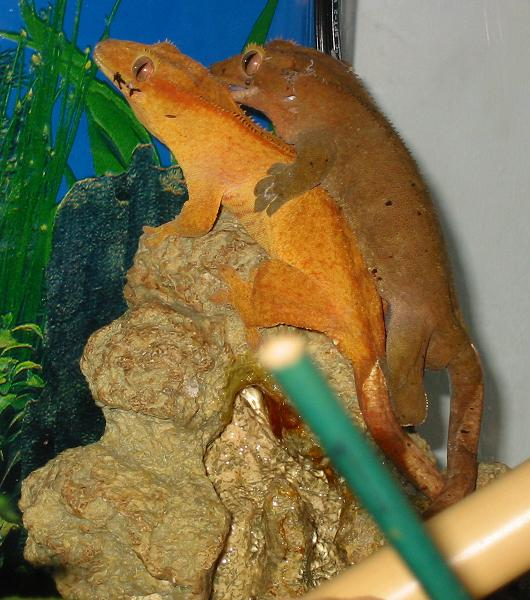
Copulation de Rhacodactylus ciliatus.

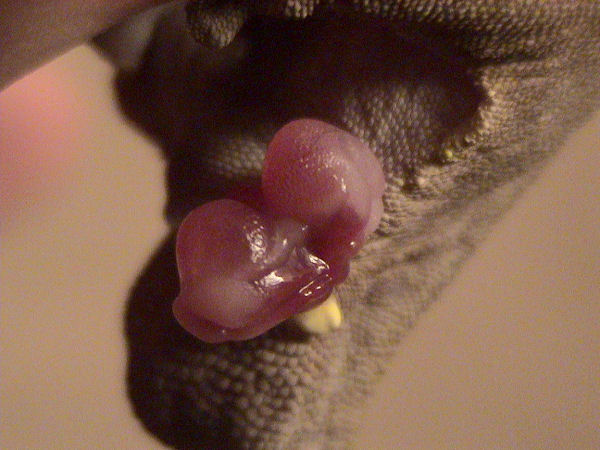
Hémipénis d'un Rhacodactylus ciliatus.

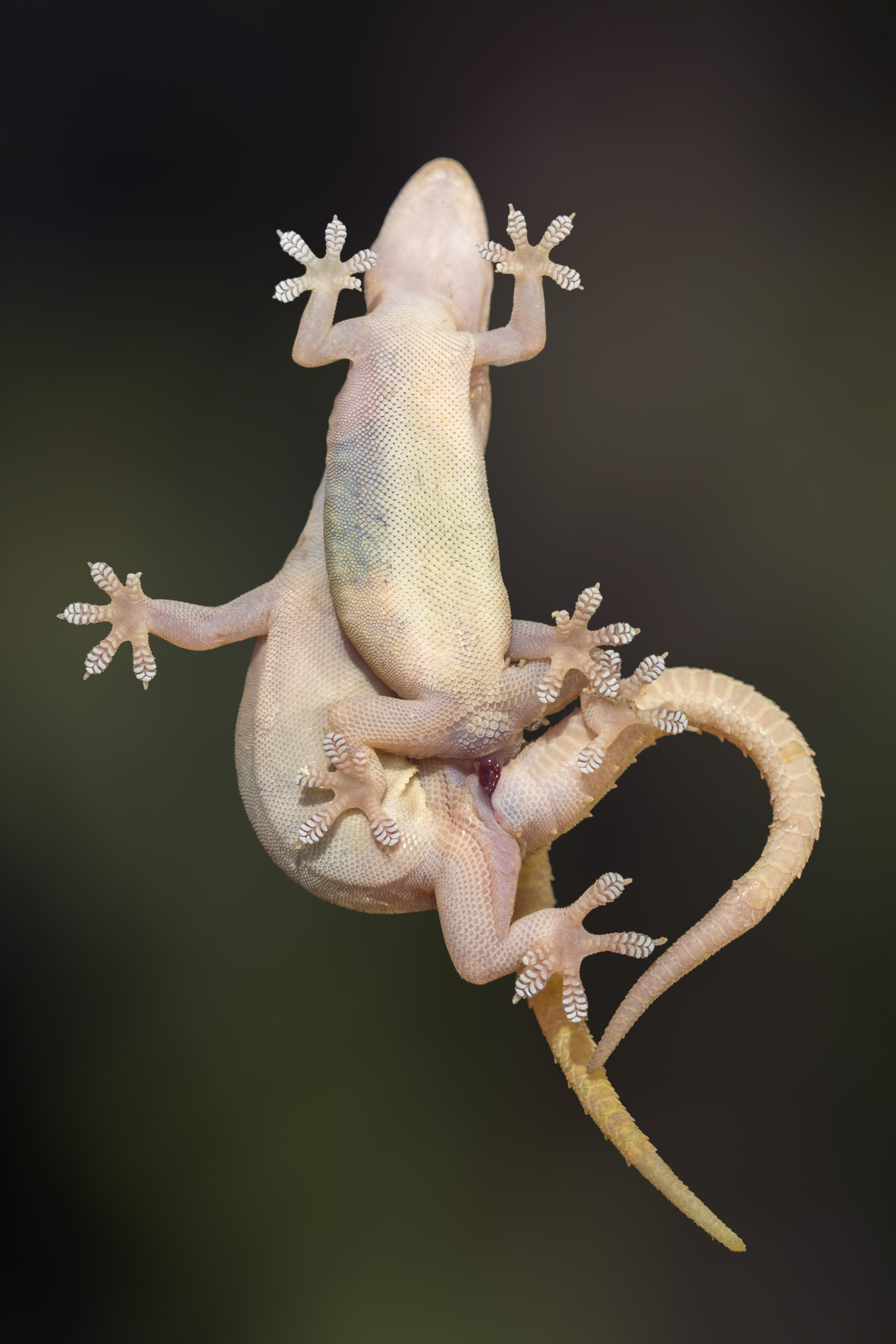
Accouplement dHemidactylus frenatus (Geckos d'Asie), vue ventrale avec hémipénis inséré dans la fente cloacale.

La grande majorité des geckos pond des œufs et est donc ovipare. Certaines espèces sont toutefois ovovivipares, c'est-à-dire que les œufs sont conservés à l'intérieur de la femelle jusqu'à éclosion. Ceci est en général le cas pour les espèces vivant en milieu plutôt froid, où les œufs auraient peu de chance de terminer leur développement seuls.
Les mâles geckos sont pourvus de deux hémipénis (comme chez les serpents). Il s'agit d'un double pénis, chacun étant logé dans un logement à la base de la queue, près du cloaque. Un seul de ces hémipénis sert lors de l'acte reproducteur, afin de déposer le sperme dans le cloaque de la femelle. L'acte lui-même dure de quelques dizaines de secondes à plusieurs dizaines de minutes.
Selon les espèces, la femelle va s'accoupler plusieurs fois durant la saison ou bien conserver le sperme vivant en elle. Elle peut ainsi féconder les œufs sans autre contact avec un mâle.
Après la copulation, les œufs se développent durant trois à cinq semaines dans le corps de la femelle. Ses besoins en calcium sont alors très grands et certaines espèces disposent de « sacs » contenant des réserves accumulées en prévision de la gestation. À l'approche de la ponte, les femelles deviennent souvent agitées et cherchent un lieu sûr pour déposer les œufs. Elles peuvent également cesser de s'alimenter, les œufs comprimant les voies digestives.

La plupart des femelles pondent deux œufs à la fois. Ceux-ci sont selon les espèces déposés sur des plantes, enterrés dans le sol, cachés dans des crevasses… Certaines espèces collent leurs œufs sur un support.

La fécondité varie beaucoup d'une espèce à l'autre. Les moins prolifiques pondent de quatre à six œufs par saison, chiffre qui peut dépasser les dix œufs pour les plus productives.

#### Les œufs
Les œufs sont ronds ou légèrement ovoïdes. Leur taille varie entre un et deux centimètres de diamètre selon les espèces.

Certains œufs ont une coquille dure, relativement épaisse, et d'autres sont fins avec une enveloppe semi-souple. Les premiers correspondent généralement à des espèces vivant en milieu sec ou froid, la coquille isolant l'embryon.

Durant son développement, une poche d'air se forme en haut de l'œuf. L'embryon y est relié et l'utilise pour s'alimenter en oxygène. Au-delà d'un certain développement, le retournement de l'œuf peut briser cette poche ou décrocher l'embryon, avec pour conséquence la mort de celui-ci.
Selon les conditions et les espèces, les œufs incubent entre trois semaines et près de deux mois. Chez certains geckos, la température détermine le sexe des petits (chez de nombreux Phelsuma par exemple). À une température intermédiaire (variable selon les espèces) la proportion de mâles et de femelles est équilibrée. Au-delà et en deçà de cette température, cette proportion penche en faveur de l'un des deux sexes. Il semble que chez certaines espèces – encore des Phelsuma – d'autres critères influent également sur le sexe des petits.

## Dimorphisme sexuel
Le dimorphisme sexuel est la différence d'aspect, de taille et de comportement que présentent mâles et femelles entre eux.
Ces différences varient énormément entre les espèces. Les plus courantes sont :
- la taille. La plupart du temps le mâle est un peu plus grand que la femelle, et généralement un peu plus massif également. Il existe toutefois des exceptions, les femelles étant les plus grandes (ainsi la femelle Aeluroscalabotes felinus peut atteindre 16 cm alors que le mâle dépasse rarement les 12 cm) ;
- les renflements hémipéniens. Ce sont chez les mâles des renflements latéraux à la base de la queue qui correspondent au logement des hémipénis. Chez certaines espèces ces renflements sont par contre invisibles ;
- pores pré-anaux et fémoraux. Ce sont des pores qui apparaissent près du cloaque ou le long des cuisses, par lesquels les mâles produisent une substance servant généralement au marquage du territoire. Ces pores sont en général absents ou nettement plus petits chez les femelles ;
- les couleurs. Pour la plupart des espèces, les femelles sont plus ternes. Elles présentent des couleurs moins vives, parfois même une livrée totalement différente (plusieurs espèces de Phelsuma par exemple).

Selon les espèces, une ou plusieurs de ces différences seront visibles, à des degrés plus ou moins marqués. Il est fréquent que ces différences n'apparaissent qu'à la maturité sexuelle. Les jeunes sont généralement indifférenciables.